# Fairmount, Colorado
Fairmount är en ort (CDP) i Jefferson County, i delstaten Colorado, USA. Enligt United States Census Bureau har orten en folkmängd på 7 559 invånare (2010) och en landarea på 15,5 km².